# Domícia Longina
Domícia Longina (en llatí Domitia Longina) va ser una emperadriu romana. Formava part de la gens Domícia, una important família romana d'origen plebeu.
Era filla de Domici Corbuló i la van casar amb Luci Eli Làmia Emilià. Domicià la va fer la seva amant quan Vespasià va pujar al poder, i quan l'emperador va tornar de l'est, Domicià va viure amb ella i amb altres amants a una finca propera al Mont Albà. Més tard s'hi va casar (l'any 73) i hi va tenir un fill. Ella el va enganyar i es va relacionar amb l'actor Paris, i quan això es va descobrir, l'any 83, Domicià la va repudiar i es va posar a viure amb Júlia, la filla de son germà. Però una mica després es va reconciliar amb ella, segons va dir perquè era el que el poble volia, però va continuar la seva relació amb Júlia. Domícia, que mai es va estimar a Domicià, va tenir notícies de la conspiració contra l'emperador, i també sabia que la seva pròpia vida corria perill. En lloc de denunciar la conspiració va col·laborar en accelerar-la, i Domicià va ser assassinat l'any 96.